# Johann Schmidlap

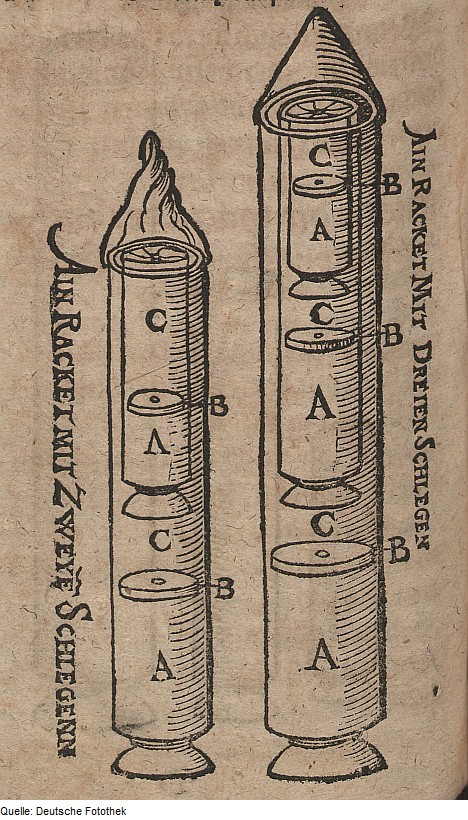
Schéma d'une fusée à deux étages et d'une autre à trois étages du livre de Schmidlap.

Johann Schmidlap de Schorndorf est un fabricant de feux d'artifice et pionnier des fusées bavarois du XVIe siècle.
Il a publié un livre sur les feux d'artifice, Künstliche und rechtschaffene Fewrwerck zum Schimpff (« Feux d'artifice artistiques et bien faits pour le divertissement »), imprimé à Nuremberg en 1561 (réimprimé en 1564, nouvelle édition par Katharina Gerlachin (en) en 1590, 1591).
Il a peut-être été le premier à lancer avec succès des fusées à étages, bien que le concept soit également abordé dans le travail de Conrad Haas, qui a eu une influence directe sur Schmidlap.